# Macuixcatlán
Macuixcatlán är en ort i Mexiko.   Den ligger i kommunen Chilapa de Álvarez och delstaten Guerrero, i den södra delen av landet, 210 km söder om huvudstaden Mexico City. Macuixcatlán ligger 1 482 meter över havet och antalet invånare är 972.
Terrängen runt Macuixcatlán är kuperad. Runt Macuixcatlán är det ganska glesbefolkat, med 42 invånare per kvadratkilometer. Närmaste större samhälle är Chilapa de Alvarez, 4,2 km norr om Macuixcatlán. Omgivningarna runt Macuixcatlán är en mosaik av jordbruksmark och naturlig växtlighet.